# 高纪毅
高纪毅（1890年—1963年7月）字仁旃，奉天省辽阳县河栏沟大甸子人，隶属汉军八旗籍。中华民国政治及军事人物。

## 生平
高纪毅生于一个贫困家庭，十几岁时独自赴沈阳谋生，曾经当店伙计。1909年起，高纪毅先后入奉天陆军速成学堂、东三省陆军测绘学堂，后留学堂任教。（《民国人物大辞典》作陆军速成学堂毕业，入奉天炮兵营，旋入测绘学堂及交通传习所军官班。）1919年起，高纪毅在西北边防军任团副，后来任第五营营长。
1921年5月，东三省巡阅使张作霖兼任蒙疆经略使，并开设经略使署，高纪毅任经略使署上校科长。后来，高纪毅任东三省巡阅使署卫队旅1团附屬官，曾经跟随张学良、郭松龄赴吉林剿匪。第一次直奉战争期间，高纪毅担任奉军东路军第2梯队司令部副官处处长。1923年，张学良担任第27师师长之时，高纪毅担任师部副官处长，同张学良来往加深。1924年第二次直奉战争期间，高纪毅调任第17团团长；后来第17团改编为高支队，高纪毅担任司令官。1925年春，高纪毅调任航空处总务处长。1925年秋，高纪毅任镇威军第1、3联军司令部副官处处长，与张学良、郭松龄相处甚欢，并且曾随郭松龄赴日本参观日本陆军秋操。1925年，郭松龄兵諫、起兵反奉之时，高纪毅参加了郭松龄部。郭松龄失败后，高纪毅的军职被解除；因杨宇霆阻挠，高纪毅没办法回到军队。1926年，高纪毅赴开原，在先前招股开办的开拓长途汽车公司从事监理。
1927年夏，张学良召回高纪毅担任第3、4方面军团司令部副官处处长，受张学良信任，但仍受杨宇霆刁难。1928年，任奉天全省警务处长兼全省保甲总办，同年12月任辽宁省政府委员。1929年1月10日，担任奉天警务处长的高纪毅等人奉张学良的密令，在大帅府的老虎厅枪杀了杨宇霆、常荫槐，并进行善后。1929年初，任辽宁省公安管理处处长。不久，1929年3月，高纪毅任东北交通委员会副委员长兼奉榆铁路局局长。高纪毅经过斡旋，使南京国民政府下令将京山、奉榆两局合并为北宁铁路局，局址设天津，并在1929年任命高纪毅为北宁铁路局局长。热河抗战失败之后，高纪毅和张学良同退，于1934年春在北平西郊创办了阜丰农园。高纪毅后曾任铁道部顾问。
西安事变之后，高纪毅曾和一些东北籍名人共同致电宋美龄、宋子文，要求释放已被蒋介石扣押的张学良。1937年七七事变爆发，日军占领平津，高纪毅遭到日本宪兵逮捕及拷打，逼其出任日本扶植的傀儡政權职务；但高纪毅未屈从，后来获释。
高纪毅在北平、天津均有房产，晚年居住在天津租界。北平的房产位于地安门外沙井胡同甲5号，由高子元（1877年12月4日生，沈阳市人，中学毕业，商人）居住。
北平和平解放前夕，高纪毅经宁武介绍，同中共地下党取得联系，受中共地下党之托劝说傅作义，从而为北平和平解放作出了贡献。
1963年7月，高纪毅病逝于天津，享年73岁。高纪毅安葬在北京东北义园。

## 逸事
高纪毅曾建设天津北宁公园，还曾参与创办北平东北义园。

## 家庭
- 姐：高亚英。葬于东北义园。[4]
  - 姐夫：刘棠廷，高亚英的丈夫。辽宁铁岭人，曾任北宁铁路局课长，东北义园主任。1940年5月停灵，在东北义园“忠区”占6个穴，数年后下葬。[4]